# Алгофобия
Алгофобия (от на гръцки: ἄλγος, álgos – „болка“ и на гръцки: φόβος, phóbos – „страх“) е фобия от болка – ирационален и постоянен страх от болка, който е далеч по-силен, отколкото при нормална личност. Може да бъде лекувана с поведенческа терапия или с лекарства против тревожност.